# David Barrera
David Barrera (28 december 1968, San Juan (Texas)) is een Amerikaans acteur.

## Biografie
Barrera werd geboren in een gezin van acht kinderen, en doorliep de high school aan de Pharr-San Juan-Alamo High School in San Juan (Texas) waar hij als acteur actief was in het schooltheater. Barrera studeerde af met een master of fine arts aan de Universiteit van Californië in San Diego (Californië). Hierna haalde hij zijn bachelor of fine arts aan de Southern Methodist University in University Park (Texas).
Barrera begon als acteur in 1995 met de film No Way Back, hierna speelde hij nog meerdere rollen in films en televisieseries.
Barrera is in 1999 getrouwd met Maria Canals Barrera met wie hij twee kinderen heeft.

## Filmografie

### Films
Uitgezonderd korte films.
- 2024 Mr. Manhattan - als eerwaarde Alvarez
- 2023 FBF - als Jason
- 2022 Swamp Lion - als Fatboy
- 2022 Strong Fathers, Strong Daughters - als Carlos
- 2021 No One Gets Out Alive - als Beto
- 2018 Ready Player One - als man in bus
- 2017 Crave: The Fast Life - als Antonio
- 2016 Run the Tide - als TJ
- 2016 2 Lava 2 Lantula! - als Colombiaanse dief
- 2015 I Am Gangster - als Carlos
- 2015 The Curious Story of Spurious Falls - als man op de heuvel
- 2014 10.0 Earthquake - als Hector
- 2014 Death Clique - als mr. Ramirez
- 2012 The Asset – als Roberto Serrano
- 2009 Cruzando – als de matador
- 2007 Evan Almighty – als verslaggever van de ark
- 2005 Girls Never Call – als Luis
- 2005 How the Garcia Girls Spent Their Summer – als oom van Sal
- 2003 The United States of Leland – als eerste politieagent
- 2001 The Barrio Murders – als Richard
- 2000 Ballad of a Soldier – als Johnny
- 1999 My Little Assassin – als Figuroa
- 1998 Almost Heroes – als Ferdinand
- 1996 Infinity – als Chepa
- 1996 Eye for an Eye – als politieagent
- 1995 No Way Back – als FBI agent Brodle

### Televisieseries
Uitgezonderd eenmalige gastrollen.
- 2022 Dahmer – Monster: The Jeffrey Dahmer Story - als chief Arreola - 3 afl.
- 2022 Killing It - als Carlos - 2 afl.
- 2019 What/If - als Javi Ruiz - 4 afl.
- 2018 Bosch - als rechercheur Stan Pipes - 4 afl.
- 2017 Chance - als rechercheur Sid Velerio - 3 afl.
- 2016 Shut Eye - als Mike Diaz -- 2 afl.
- 2014 The Bridge - als Domingo - 6 afl.
- 2012 Southland – als politieagent Jim Lopez – 2 afl.
- 2011 The Trainee – als Shadow Knight – 3 afl.
- 2011 Generation Rex – als Esteban – 2 afl.
- 2008 Generation Kill – als sergeant Ray Griego – 7 afl.
- 2006-2008 Shark – als medisch onderzoeker Mickey Cruz-Alvaraz - 3 afl.
- 2007 Smith – als David Owens – 2 afl.
- 1998-2001 NYPD Blue – als Dr. Victor Carreras – 7 afl.
- 2000-2001 That's Life – als Sanchez – 5 afl.
- 2000 City of Angels – als pastor Carillo – 2 afl.
- 1996-1997 L.A. Firefighters – als kapitein Aleman – 2 afl.
- 1997 Murder One – als Richard Higueras – 4 afl.
- 1995 First Time Out – als David – 2 afl.

- Gemeinsame Normdatei: 1213732425
- Library of Congress Control Number: no2011085031
- Virtual International Authority File: 309775174
- WorldCat: E39PBJtmxKbKYC8ghwDxGwKGHC